# 쓰개

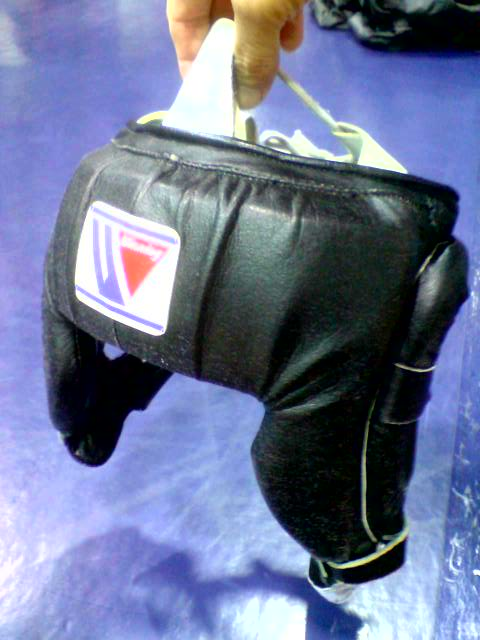
권투 헤드기어

쓰개(headgear 헤드기어[*])는 머리에 사용하는 물건의 총칭이며, 다른 말로 두식(頭飾)이라고도 한다.
고려 시대에는 남자들이 많이 쓰던 쓰개로 오건(烏巾)이 있었으며 문라건, 문라두건으로도 불렸다.

## 개요
대한민국과 일본에서는 "헤드기어"라 하면 부드러운 헬멧을 가리키는 경우가 많으며, 그 중에서도 특히 격투기 등으로 사용되는 머리와 귀를 보호하기 위한 장비를 가리키는 경우가 많다.
넓게는 관모(冠帽)에서 좁게는 여성들이 외출할 때 얼굴을 가리기 위해 사용한 장옷까지 두루 포함한다. 용도에 따라 크게 장식할 목적으로 사용하는 예장용 쓰개와 여성들이 외출할 때 얼굴을 가리기 위해 사용한 내외용 쓰개, 그리고 방한용 쓰개가 있다.
예장용 쓰개에는 족두리, 화관, 적관 등이 있고, 내외용 쓰개에는 장옷, 쓰개치마, 너울 등이 있다. 방한용 쓰개에는 남바위, 조바위, 아얌 등이 있다.
이밖에 장식용 쓰개의 일종인 굴레는 아이가 한복을 입을 때 머리에 두르는데 보통 여아에게 많이 씌웠으나 남자 아이들도 복건 대신 굴레를 쓰는 경우가 있었다.

## 같이 보기
- 굴레 (한복)
- 보닛 (쓰개)